# Łuskwiak nastroszony

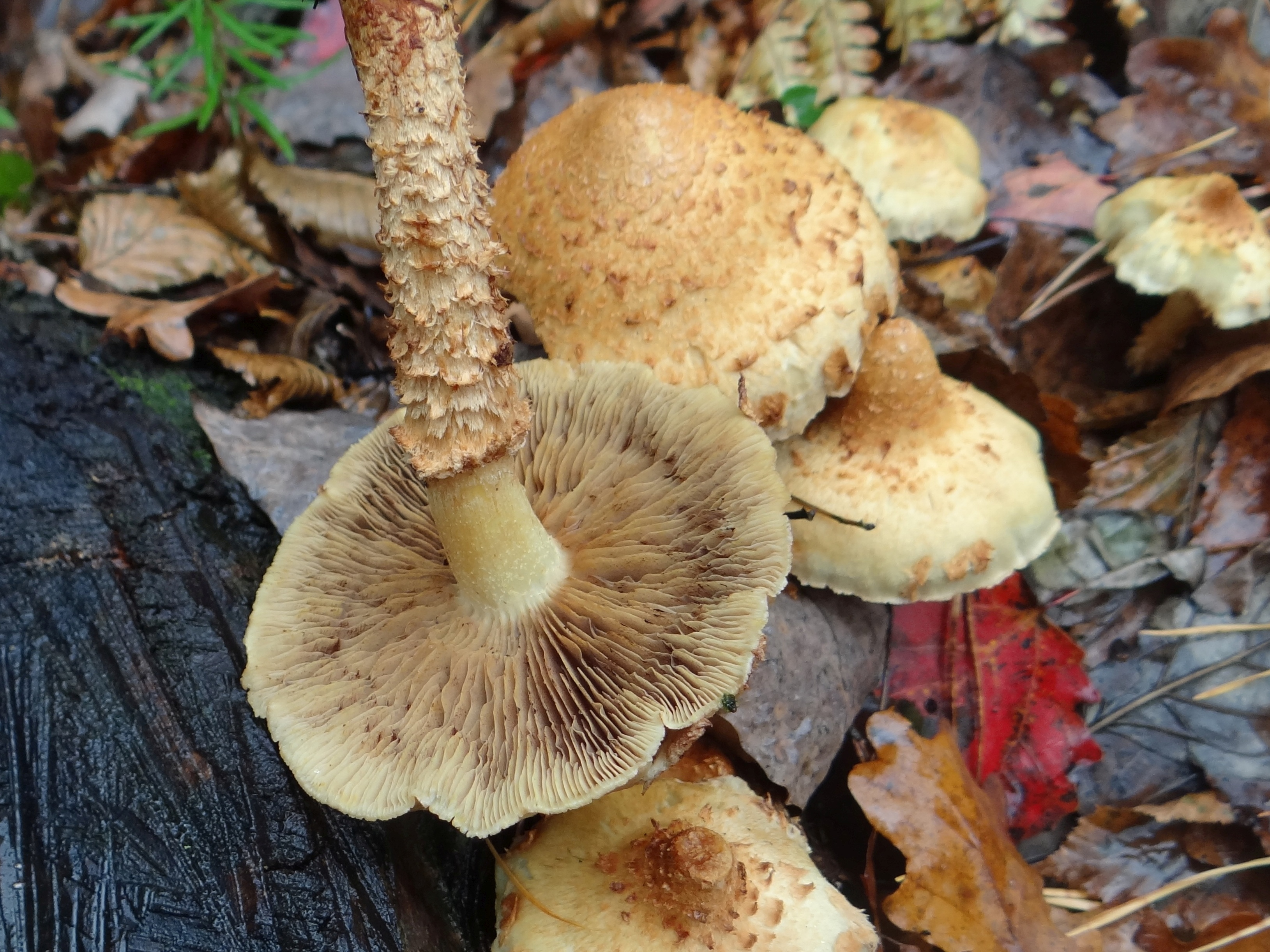

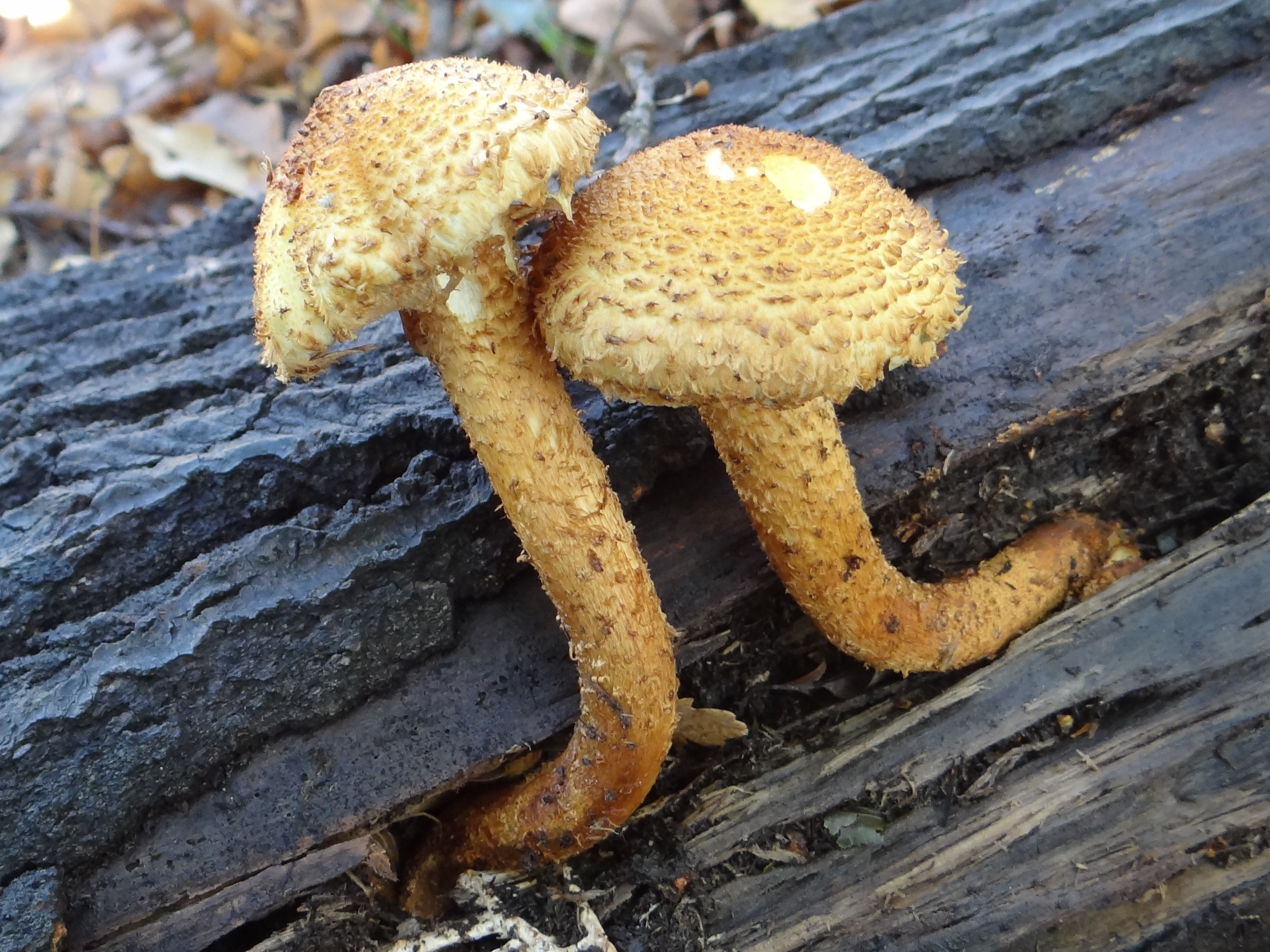

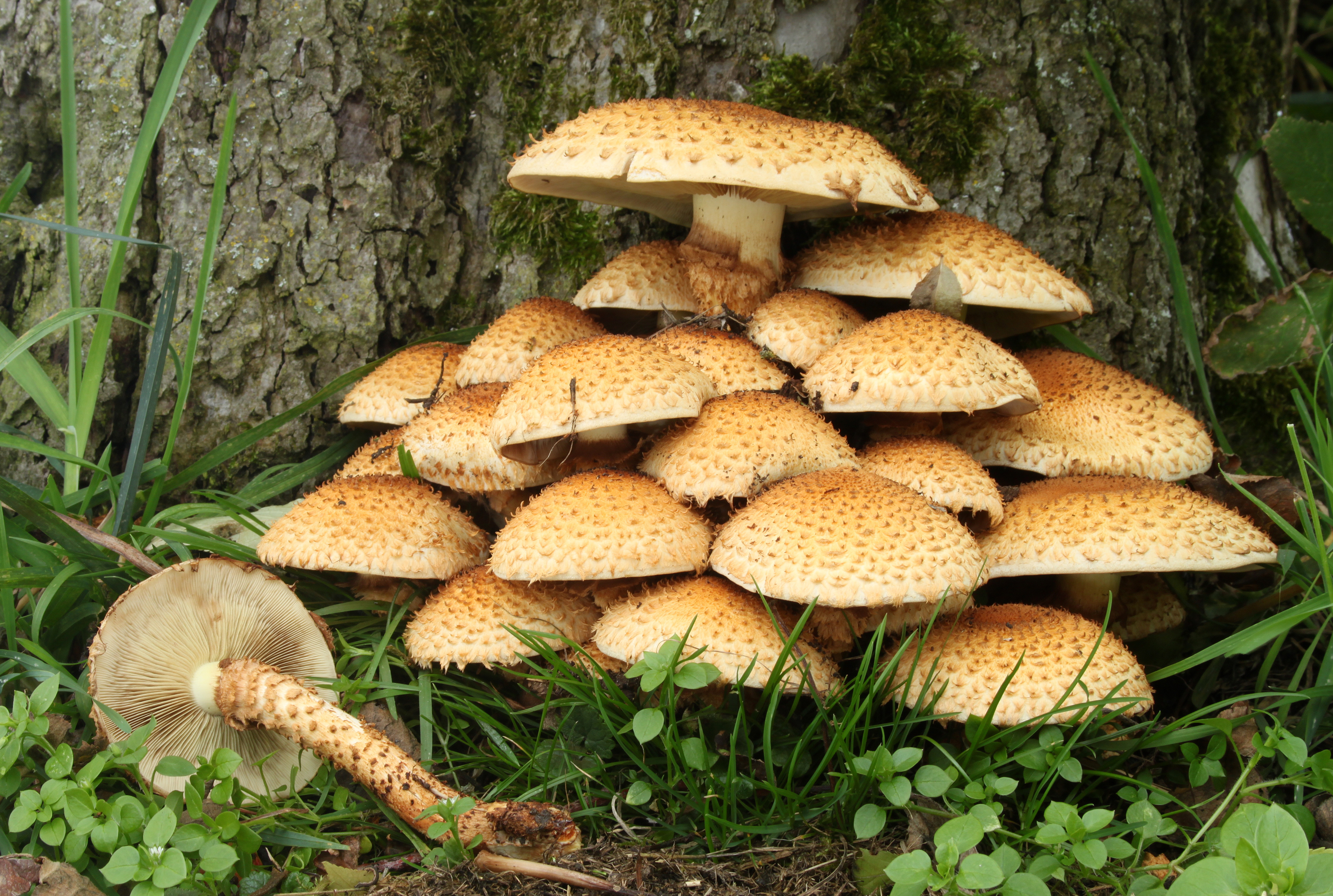

Łuskwiak nastroszony (Pholiota squarrosa (Vahl) P. Kumm.) – gatunek grzybów należący do rodziny pierścieniakowatych.

## Systematyka i nazewnictwo
Pozycja w klasyfikacji według Index Fungorum: Strophariaceae, Agaricales, Agaricomycetidae, Agaricomycetes, Agaricomycotina, Basidiomycota, Fungi.
Po raz pierwszy takson ten zdiagnozował w 1770 r. Martin Vahl nadając mu nazwę Agaricus squarrosus. Obecną, uznaną przez Index Fungorum nazwę nadał mu w 1871 r. P. Kumm., przenosząc go do rodzaju Oholiota. Ma około 30 synonimów łacińskich. Niektóre z nich:

- Agaricus floccosus Schaeff.
- Agaricus squarrosus Bull.
- Agaricus squarrosus Vahl
- Agaricus verruculosus Lasch
- Dryophila squarrosa (Vahl) Quél.
- Fungus squarrosus (Vahl) Kuntze, Revis.
- Hypodendrum floccosum (Schaeff.) Overh.
- Lepiota squarrosa (Vahl) Gray
- Lepiota squarrosa (Vahl) Gray
- Pholiota squarrosa var. verruculosa (Lasch) Sacc.
- Stropharia squarrosa (Vahl) Morgan

Polską nazwę nadał Franciszek Błoński w 1890, w literaturze mykologicznej gatunek ten znany jest też pod nazwą łuszczak nastroszony.

## Morfologia
Kapelusz
Średnica 2–15 cm. U młodych osobników jest jajowaty i zamknięty, później półkulisty, a w końcu płaski. Ma kolor ochrowy, ochrowobrązowy do brązowego, na środku jest ciemniejszy. Powierzchnia gęsto pokryta odstającymi łuseczkami. Brzeg długo podwinięty.
Blaszki grzyba
W młodości żółtawe, potem rdzawobrunatne. Są gęste, nieco zbiegające i przyrośnięte do trzonu.
Trzon
Wysokość 4–8 cm, grubość do 12 mm. Jest włóknisty i ma tę samą barwę co kapelusz. Ma pierścień. Pod pierścieniem pokryty jest łuskami, podobnie, jak kapelusz.
Miąższ
Żółtawy, nie zmieniający koloru po uszkodzeniu. Ma łagodny smak nieco przypominający smak rzodkwi.
Wysyp zarodników
Brązowy. Zarodniki o rozmiarach 6–8 × 3,5–4 μm. Gładkie, elipsoidalne.

## Występowanie
Występuje w Ameryce Północnej i Środkowej, w Europie i Azji. W Polsce jest pospolity.
Rośnie na powalonym drewnie, lub u podstawy pni żywych drzew, zarówno liściastych, jak i iglastych, jednak na iglastych dużo rzadziej. Występuje kępami, od lata do jesieni. Związany jest z drzewami: brzoza brodawkowata, grab, buk, jesion wyniosły, topola biała, dąb węgierski, Quercus sp., robinia, wierzba, perełkowiec japoński, jarząb pospolity, lipa drobnolistna, Tilia sp., rzadko jodła pospolita. Owocniki wytwarza od czerwca do listopada.

## Znaczenie
Saprotrof i pasożyt atakujący drzewa uszkodzone lub osłabione. Na opanowanych przez niego drzewach dość szybko pojawia się biała zgnilizna drewna, która w ciągu kilku lat niszczy drzewo. Grzyb niejadalny. Przez dłuższy czas toczyły się dyskusje o jego walorach kulinarnych, jednak ostatnio udowodniono, że nie nadaje się do spożycia.

## Gatunki podobne
Najbardziej podobny jest łuskwiak rdzawołuskowy (Pholiota squarrosoides). Ma blady brzeg kapelusza i rośnie tylko na martwym drzewie buka. Nieco podobny jest łysak wspaniały (Gymnopilus junionus). Ma bardzo gorzki miąższ, a jego kapelusz i trzon nie posiadają łusek. Mniej wprawni grzybiarze mogą pomylić z opieńką miodową (Armillaria mellea). Ma ona tylko drobne łuseczki, które ścierają się łatwo palcem, ponadto jej owocniki są mniej masywne.